# Phước Diêm
Phước Diêm là một xã thuộc huyện Thuận Nam, tỉnh Ninh Thuận, Việt Nam.

## Địa lý
Xã Phước Diêm nằm ở phía nam huyện Thuận Nam và là xã cực nam của tỉnh Ninh Thuận, có vị trí địa lý:
- Phía đông giáp xã Phước Dinh
- Phía tây giáp xã Cà Ná
- Phía nam giáp biển Đông
- Phía bắc giáp xã Phước Minh.

Xã có diện tích 50,66 km², dân số năm 2019 là 11.557 người, mật độ dân số đạt 228 người/km².

## Hành chính
Xã Phước Diêm được chia thành 5 thôn: Lạc Tân 1, Lạc Tân 2, Lạc Tân 3, Thương Diêm 1, Thương Diêm 2.

## Lịch sử
Trước đây, Phước Diêm là một xã thuộc huyện Ninh Phước.
Ngày 14 tháng 8 năm 1998, Chính phủ ban hành Nghị định 60/1998/NĐ-CP. Theo đó, thành lập xã Phước Minh trên cơ sở điều chỉnh 6.300 ha diện tích tự nhiên và 1.470 người của xã Phước Nam; 1.750 ha diện tích tự nhiên và 1.623 người của xã Phước Diêm.
Sau khi điều chỉnh địa giới hành chính, xã Phước Diêm còn lại 5.930 ha diện tích tự nhiên và 11.933 người.
Đến năm 2007, xã Phước Diêm có 10 thôn: Lạc Nghiệp 1, Lạc Nghiệp 2, Lạc Tân 1, Lạc Tân 2, Lạc Tân 3, Thương Diêm 1, Thương Diêm 2, Thương Diêm 3, Lạc Sơn 1, Lạc Sơn 2 và Lạc Sơn 3.
Ngày 10 tháng 6 năm 2009, Chính phủ ban hành Nghị quyết số 26/NQ-CP. Theo đó:
- Thành lập xã Cà Ná trên cơ sở điều chỉnh 1.307,82 ha diện tích tự nhiên và 8.537 người của xã Phước Diêm (gồm 5 thôn: Lạc Nghiệp 1, Lạc Nghiệp 2, Lạc Tân 3, Lạc Sơn 1, Lạc Sơn 2, Lạc Sơn 3)
- Chuyển các xã Phước Diêm và Cà Ná về huyện Thuận Nam mới thành lập.

Sau khi điều chỉnh địa giới hành chính, xã Phước Diêm còn lại 5.120,02 ha diện tích tự nhiên và 12.535 người, có 5 thôn: Lạc Tân 1, Lạc Tân 2, Lạc Tân 3, Thương Diêm 1 và Thương Diêm 2.